# Analogie (Rhetorik)
Die Analogie ist eine rhetorische Figur, bei der ein Verhältnis zwischen Dingen und Eigenschaften bzw. untereinander oder deren Bewertung durch bekannte, ähnliche oder teilweise identische Verhältnisse erläutert wird. 
Eine Analogie besteht, wenn zwei Dinge oder Sachverhalte sich in einigen Merkmalen ähnlich sind, auch wenn sie sich in anderen Merkmalen unterscheiden können. Bekannte Informationen aus einem vergleichbaren Sachzusammenhang oder ein in einem vergleichbaren Zusammenhang bereits gefundener Konsens werden so zur Veranschaulichung eines anderen Zusammenhanges oder zur Verstärkung eines Argumentes in einem anderen Zusammenhang genutzt. Wenn aus dem schon bekannten Sachzusammenhang konkrete Schlussfolgerungen für den neuen, vergleichbaren Sachzusammenhang gezogen werden, spricht man auch von einem Analogieschluss.
Vereinfacht ausgedrückt wird bei einer Analogie ein Problem aus einem anderen Blickwinkel betrachtet und angegangen. Hat man z. B. ein Problem mit seiner Arbeit, kann man in eine andere Branche schauen, wie ähnliche Probleme gelöst wurden. Dabei wird das Problem so weit abstrahiert, dass genügend Analogien zu finden sind. Eine konkrete Problemlösung sollte allerdings deutlich erkennbar sein, d. h. der Abstraktionsgrad darf auch nicht zu weit gewählt werden.
Zwischen zwei Argumenten besteht eine logische Analogie, wenn sie dieselbe Form aufweisen. Mit ihr lässt sich zeigen, dass bestimmte Argumente logisch wahr oder falsch sein können, wenn man ein anderes Argument in der logisch selben Form findet, dessen Prämissen alle wahr sind, seine Konklusionen jedoch falsch. Beispiel:
„Die Anhänger der Schöpfungstheorie unterstreichen oft, dass wir (Evolutionstheoretiker) nicht alles erklären können. Als Äußerung einer Gruppe, von der viele schließen, dass sie gar nichts erklären kann, klingt dies seltsam. Heute die Evolutionstheorie deshalb abzulehnen, weil sie nicht alles erklären kann, wäre ebenso unsinnig, wie die etablierte Medizin auszuschalten, weil sie den gewöhnlichen Schnupfen nicht heilen kann.“
Beispiele
- „Gleichheit ist die Seele der Freundschaft.“ (Aristoteles)
- Das Sprichwort „Viele Köche verderben den Brei“ wird gebraucht, um durch Analogie gegen demokratische Entscheidungsstrukturen zu argumentieren.